# Nam chim

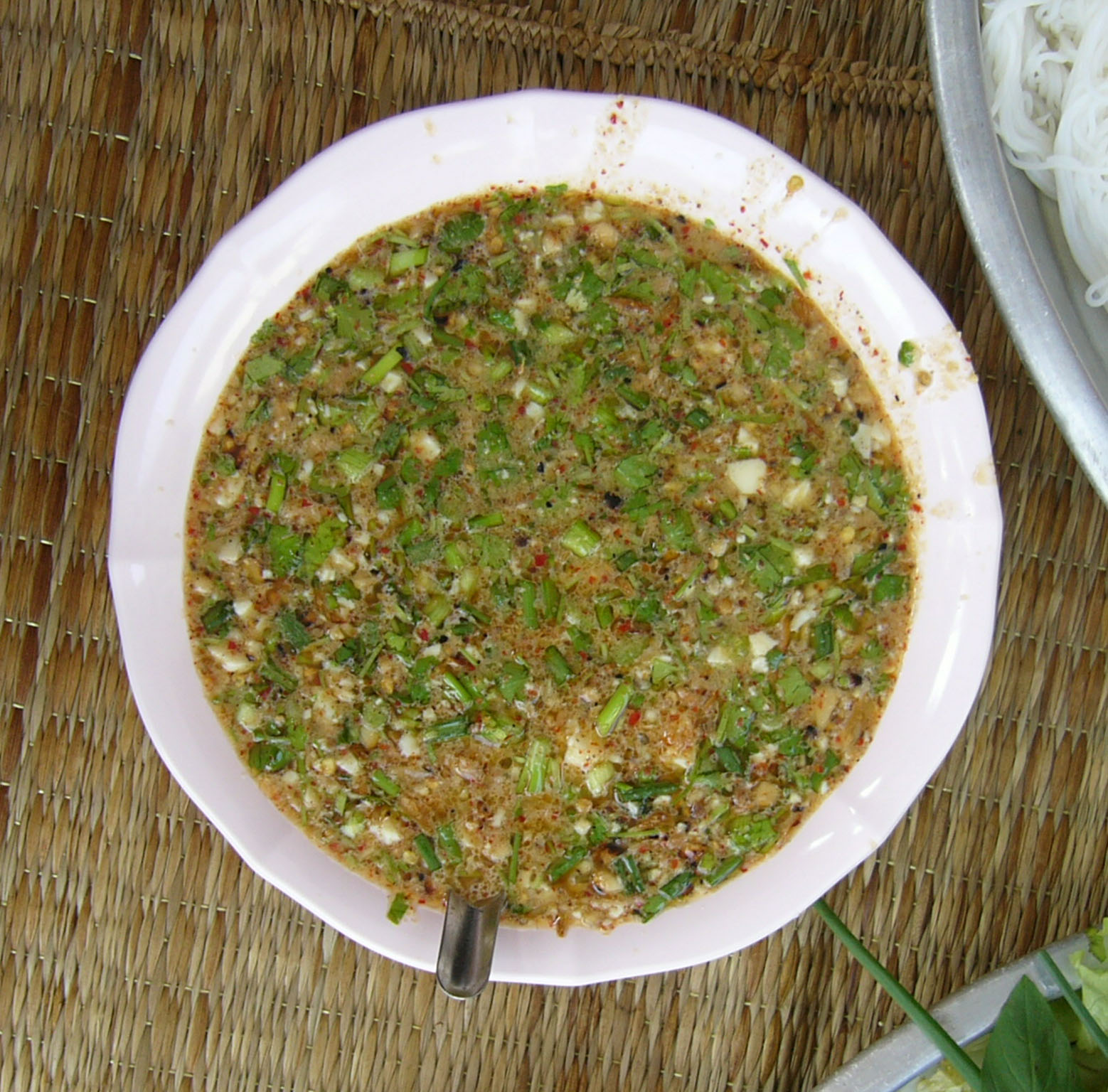
Nam jim paesak

Nam chim ou nam jim (em tailandês:  น้ำจิ้ม) é a expressão Tailandesa para "molho". Ela pode se referir a uma grande variedade de molhos de imersão típicos da cozinha Tailandesa.
Nam chim tendem a ter uma consistência mais líquida do que nam phrik (pastas de pimenta tailandesas). Apesar do molho Sriracha ser conhecido como sot Sriracha na Tailândia (sot é a pronúncia em tailandês da palavra sauce, molho em inglês), às vezes é chamado de nam chim Sriracha ou nam phrik Sriracha.
Uma base bastante genérica de nam chim é utilizada em combinação com frutos do mar grelhados ou cozidos no vapor. Este molho é feito de alho, o molho de peixe, açúcar, suco de limão e pimenta olho-de-pássaro. As variações dessa receita básica podem ser utilizadas tanto como molho para mergulho de alimentos como partes fundamentais de diversos pratos da culinária tailandesa. Muitos dos ingredientes do nam chim são picados em pequenos pedaços ou triturados num almofariz e um pilão ou, não-tradicionalmente, triturados em liquidificador.

## Variações

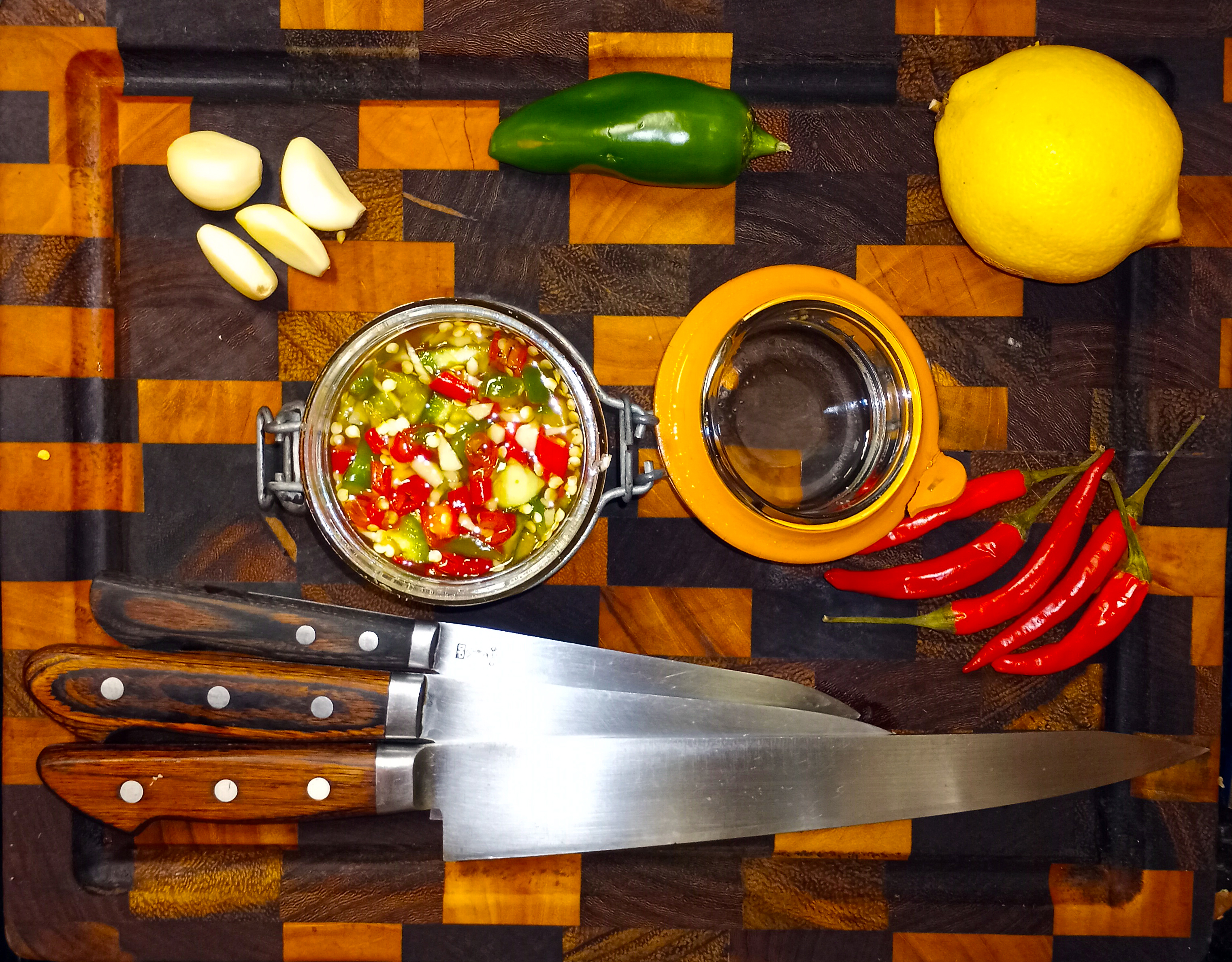
Nam chim

Uma das versões mais populares do molho é nam jim kai (em tailandês:  น้ำจิ้มไก่), molho doce de pimenta, é um molho comum com a consistência de um xarope viscoso. Possui picância média e sabor bastante doce, e costuma ser utilizado em pratos de frango grelhado (kai yang). Pode ser usado também como um molho genérico de pimenta para outros pratos, e é utilizado como base para outros tipos de nam chim. Outras variedades que utilizam pimentas são nam chim jaew (em tailandês:  น้ำจิ้มแจ่ว), feito com pó de arroz glutinoso assado khao e flocos de pimenta seca  geralmente consumido junto com mu yang/mu ping (carne de porco grelhada) ou kai yang (frango grelhado); e nam chim thale (em tailandês:  น้ำจิ้มทะเล), molho feito com alho, molho de peixe, suco de limão, açúcar e pimentas, geralmente comido com frutos do mar grelhados ou cozidos no vapor.
Para acompanhar satay, prato típico da culinária Tailandesa, dois molhos são comuns: nam chim sate (em tailandês:  น้ำจิ้มสะเต๊ะ), molho de amendoim feito com pasta de caril e óleo de pimenta; e achat (em tailandês:  อาจาด), versão tailandesa do acar timun (picles) malaio/indonésio. O molho é feito a partir de pepino picado fresco, cebolinha e pimentão misturados com vinagre.